# جناس لاحق
جناس لاحق یا مطمع، در آرایه‌های ادبی از انواع جناس است که در آن تمام دو کلمه متجانس یکی است، جز یک حرف در اول یا وسط، مانند «زندان و خندان».
در جناس مضارع اگر به جای دو حرف قریب‌المخرج، اختلاف در دو حرف بعیدلمخرج باشد، آن را جناس الحق گویند.
مثال:
| امروز خندان آمدی مفتاح زندان آمدی |  | بر مستمندان آمدی چون بخشش و فضل خدا |